# Cap Anson
Adrian Constantine Anson (17 de abril de 1852 – 14 de abril de 1922) foi um jogador americano profissional de beisebol, atuando como primeira base na Major League Baseball (MLB). Somando o tempo que jogou na National Association (NA), ele participou de 27 temporadas consecutivas (um recorde na época). Anson era considerado um dos melhores jogadores do seu tempo e uma das primeiras estrelas do jogo. Passou boa parte da sua carreira no Chicago Cubs (na época chamado de "White Stockings" e depois de "Colts"), servindo inclusive como treinador do time, primeira base e depois proprietário minoritário. Anson é considerado como um dos primeiros grandes rebatedores da MLB e se tornou o primeiro jogador a atingir a marca de 3 000 rebatidas na carreira.
Sua influência e prestígio contemporâneos são considerados pelos historiadores como um fator para o estabelecimento da segregação racial no beisebol que persistiu até a década de 1940. Em uma biografia de Anson, feita em 2006, que examinou os jornais do século XIX relatou que, em várias ocasiões, ele abertamente falou contra integração de jogadores afro-americanos nas ligas profissionais de beisebol. Em muitos jogos, ele se recusava a participar das partidas se os outros times tivessem jogadores negros na escalação.
Após se aposentar como jogador, Anson foi, por um curto período de tempo, treinador do New York Giants. Ele teve vários negócios em Chicago, incluindo salões de bilhar e boliche e também foi proprietário de um time semi-profissional de beisebol que ficou conhecido como "Anson's Colts". Também foi cantor e fazia performance de monólogos. Muitas de suas aventuras financeiras acabaram fracassando. Como resultando, Anson perdeu o controle da parte que tinha dos Colts (na época chamado de Cubs) e teve que pedir falência. Ele foi introduzido no hall da fama do beisebol em 1939.